# Щербинін Михайло Андрійович
Михайло Андрійович Щербинін (нар.. 1795 або 1798 — пом.. 1841) — учасник французько-російської війни 1812 року, поручник Гвардійського генерального штабу, товариш письменника Олександра Пушкіна, якому той адресував у 1819 року свої вірші.

## Життєпис
Михайло Щербинін народився 1795 або 1798 року в селі Бабаївка на Харківщині в родині колезького радника Петра Щербиніна та княгині Тетяни Кропоткіної. Проживав у так званому будинку Сковороди.
У званні поручника брав участь у французько-російській війні 1812 року, ніс військову службу в складі Гвардійського генерального штабу. У 1817 році перебував у складі посольства на чолі з генералом Олексієм Єрмоловим до Ірану. Повернувшись з Кавказу увійшов до складу гуртка «Зелена лампа». У 1821 році Михайло Щербинін одружився з Єлизаветою — донькою сенатора Павла Каверіна. Товаришував з російським поетом Олександром Пушкіним, якому той адресував у 1819 року свої вірші. Відомий альбом Щербиніна, в якому, крім двох віршів, написаних рукою поета («Веселий бенкет» і «Щербиніну») вміщено цілу низку творів Пушкіна «До Чаадаєва», «Товаришам» тощо. Альбом Щербініна був джерелом поширення волелюбних віршів Пушкіна у списках серед студентів Харкова, офіцерів — чугуївців та однією з причин слідства щодо діяльності на Харківщині нелегального гуртка В. Розальйона–Сошальського.
Поет Олександр Пушкін, повертаючись із південного Кавказу, зі своїм братом Левом та товаришем поета бароном Антоном Дельвігом у вересні 1829 року гостювали у садибі Щербиніних (відома більше, як Садиба Сковороди) у Бабаях Харківського повіту Харківської губернії та в маєтку Михайла в с. Карачівка.

## Родина
Дружина Єлизавета Павлівна — донька сенатора Павла Каверіна. У шлюбі народилася донька Катерину та сини Павло (нар. 26 квітня 1826) й Андрій (нар. 12 вересня 1829).
Батько — Андрій Петрович (1760—1820) — полковник та мати Катерина Барц (Бартц).
Серед відомих братів, Олександр Щербинін (нар. 1790/1791 або 1792 — пом. 1876) — полковник, про якого розповідається у романі «Війна і мир» Льва Толстого та Петро Щербинін (1788—1813) — Харківський губернський прокурор.

## Цікаві факти
Існує версія, що Михайло Щербінін став одним із прототипів пушкінського Онєгіна.